# 新玫瑰瞳鈴眼
《新玫瑰瞳鈴眼》（英語：The New Rose n' Siren Eyes），2003年民視無線台單元劇，台視玫瑰瞳鈴眼之續作，2003年由台視轉至民視播出。於2003年3月7日舉行媒體試片會，2003年3月9日起於民視播出。2003年7月19日舉行「暑假十大惡女系列」記者會。最真實的女人故事，最赤裸的人性顯露，最感動的真情告白，構成一齣齣最浪漫的女人傳奇!
片頭旁白續用玫瑰瞳鈴眼片頭旁白，紅色的玫瑰，是情人佔有的渴望；黃色的玫瑰，是愛人傷心的眼淚。紫色的玫瑰，是女人浪漫的期待；一朵朵盛開的玫瑰，是一個個神祕美麗的女人；她們一雙雙勾魂攝魄的眼眸，隱藏著人世間最動人的故事。玫瑰園裡的女人，冷眼旁觀又迷失人生；那雙讓人震撼和感動的眼睛，我們稱之為玫瑰瞳鈴眼。

## 播出時間

### 首播
| 頻道 | 所在地 | 播放日期       | 播出時間 | 備註 |
| ---- | ------ | -------------- | -------- | ---- |
| 民視 | 臺灣   | 2003年3月9日起 | 每周日   |      |

## 歌曲
| 曲別   | 歌名   | 作詞   | 作曲   | 演唱者 |
| 片尾曲 | 靠站   | 陳宏   | 陳宏   | 陳雷   |
| 片尾曲 | 紙雲煙 | 張燕清 | 張燕清 | 袁小迪 |

## 外部連結
- 台娛百科上的相关条目：新玫瑰瞳鈴眼
- YouTube上的《新玫瑰瞳鈴眼》播放列表
- 在四季線上4gTV觀看《新玫瑰瞳鈴眼》 （页面存档备份，存于）

## 節目的變遷
| 臺灣 民視 每週日 | 臺灣 民視 每週日                              | 臺灣 民視 每週日 |
| ---------------- | --------------------------------------------- | ---------------- |
|                  | 新玫瑰瞳鈴眼 （2003年3月9日－2004年12月12日） |                  |
| —                | 紅色女人花 （2004年12月12日 － 2005年5月1日） |                  |